# 臨海路 (枋寮鄉)
臨海路（英文：Linhai Rd.）是臺灣屏東縣枋寮鄉的南北向主要道路。全線屬台17線。起端於佳冬、枋寮鄉交界，前端接佳冬鄉佳和路沿台17線西行至林邊鄉、東港鎮。本道路行經東海地區。終抵水底寮接與屬台1線的中山路二段交會，同時是台17線終點。為枋寮鄉往來佳冬鄉的沿海主要道路。因臨海路亦接近台1線屏鵝公路，繼行中山路二段經枋寮市區可到達枋寮車站，或藉直行接中正大路南下跨越南迴鐵路至枋山鄉楓港、恆春半島、墾丁國家公園及連結台9線南迴公路往臺東縣。所以也是屏東縣南方往來聯外重要的外海長途路段之一。

## 行經行政區域
- 枋寮鄉

## 沿線設施
（由北至南）
- 屏南工業區
- 東海社區
- 台亞石油八八八加油站
- 東海慈鳳宮（東海路363巷15號）
- 屏136線
- 農業部屏南地區蓮霧光波分級中心
- 台灣中油東龍加油站
- 南興休息站
- 中南客運水底寮站
- 分真南方照眾寺（臨海路23巷20號）
- 中山路二段
- 水底寮（地利社區）

## 本道路交通
- 屏東客運
  - 8205 屏東－萬丹－東港－枋寮－恆春
- 高雄客運、屏東客運、中南客運、國光客運聯營
  - 9117「墾丁列車」（經台17線）
    - 高雄客運、屏東客運、中南客運：高鐵左營站－高雄火車站－高雄國際機場－林園－東港－林邊－枋寮－楓港－恆春－墾丁
    - 國光客運：高雄客運自立站－高雄火車站－高雄國際機場－林園－東港－林邊－枋寮－楓港－恆春－墾丁

  - 9188（經台88線、國道三號）
    - 高鐵左營站－高雄火車站－林邊－枋寮－楓港－墾丁－鵝鑾鼻

  - 9189「墾丁快捷」（經鼎金系統交流道、台88線、國道三號）
    - 高鐵左營站－大鵬灣－枋寮－楓港－恆春－墾丁